# Geotrogus cribripennis
Geotrogus cribripennis är en skalbaggsart som beskrevs av Henri de Peyerimhoff 1949. Geotrogus cribripennis ingår i släktet Geotrogus och familjen Melolonthidae. Inga underarter finns listade i Catalogue of Life.